# 石勒寨遗址
石勒寨遗址，位于山西省长治市武乡县故县乡故县村，是一处山西省文物保护单位。
2016年6月6日，石勒寨遗址公布为第五批山西省文物保护单位，年代为后赵(东晋)，古遗址类，编号5-10。